# Germendorf
Germendorf ist ein Ortsteil der Stadt Oranienburg im brandenburgischen Landkreis Oberhavel. Im Jahr 2017 zählte man 1884 Einwohner.

## Lage
Germendorf befindet sich westlich der Kernstadt Oranienburg und erstreckt sich von der Muhre bis zum Ländchen Glien (Germendorfer Sander) über eine Fläche von 1528 Hektar, wovon lediglich 207 bewohnt sind.
Der Ortsteil liegt im Haveldurchbruchstal in der Zehdenick-Spandauer Havelniederung. Neben weiteren Kiesgruben gibt es im Westen von Germendorf eine Kiesgrube, die seit 1928 u. a. auf dem damaligen Grundstück des Malers Erich Buchholz betrieben wird.

## Geschichte
Die erste urkundliche Erwähnung lieferte das Landbuch Kaiser Karls IV. von 1375 mit dem Ortsnamen Gerwendorp bzw. Gerwendorff. Das Dorf erschien im Burgregister Havelland mit einer markgräflichen Abgabe von 2 Pfund jeweils am Walpurgis- (1. Mai) und Nikolaustag (6. Dezember).  In den folgenden Jahrzehnten und Jahrhunderten änderte sich die Schreibweise immer wieder, so hieß es unter anderem Germendorff, Gerbendorff (1450), Gerwendorpp (1480) und Gerbendorff.
Mehrere verheerende Feuer zerstörten im Laufe der Zeit immer wieder große Teile des Ortes. Während des Dreißigjährigen Kriegs (1618–1648) wurde ein Großteil des Dorfes zerstört.
Die Kirche aus Klinkern im Dorfzentrum, die heute unter Denkmalschutz steht, wurde 1739 erbaut, nachdem die alte Kirche Opfer eines Feuers wurde. Im Jahr 1861 musste der Kirchturm erneuert werden, da der alte Kirchturm aufgrund eines erneuten Feuers zerstört wurde.

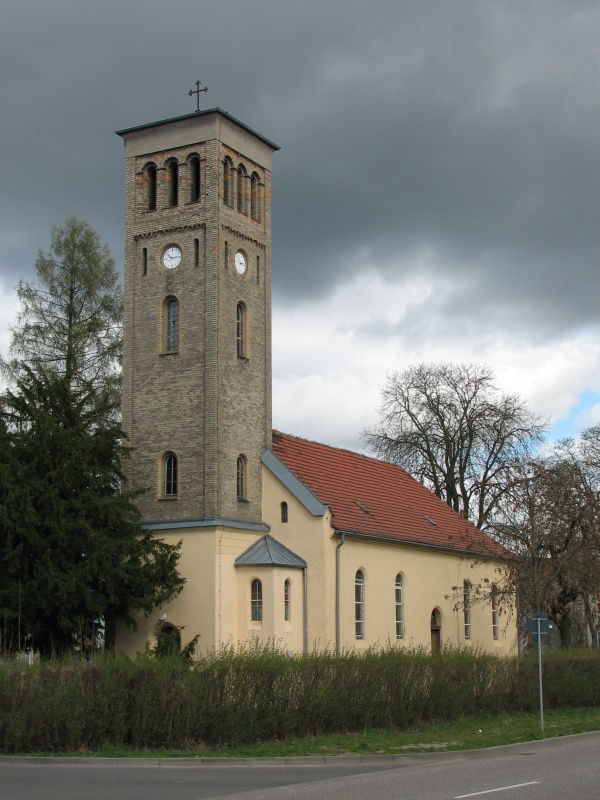
Dorfkirche Germendorf

Germendorf war über hunderte Jahre bis in das 20. Jahrhundert hinein ein Angerdorf. 1915 wurde der Bahnhof Germendorf im Zuge der Errichtung der Bahnstrecke Nauen–Oranienburg eröffnet. Dadurch rückte Germendorf auch ein Stück näher an Berlin heran und es ermöglichte einen ersten Einwohnerzuwachs. Weiter veränderte es das Bild des Dorfes: neue Wohnviertel für Arbeiter entstanden.
In den Jahren 1936/1937 bauten die Betreiber der Ernst Heinkel Flugzeugwerke südlich des Dorfes das Werk I der Heinkel-Werke Oranienburg. In der Zeit des Nationalsozialismus verrichteten zwischen 6240 und 8000 Häftlinge in einem Außenlager des KZ Sachsenhausen dort ihre Zwangsarbeit. Zum Gedenken an die über 1500 getöteten Gefangenen wurde im Jahr 1974 ein Gedenkstein an der Straße in Richtung Velten errichtet.
Im April 1945, am Ende des Zweiten Weltkriegs, war Germendorf Teil einer großen sowjetischen Armeeoffensive. Am 22. April standen Truppenspitzen der Roten Armee nördlich von Spandau in Hennigsdorf, Hohen Neuendorf und Birkenwerder. Oranienburg wurde von Süden her eingekreist und die Rotarmisten versuchten, weiter in die Stadt vorzudringen. Bei dieser Zangenbewegung, die die Rote Armee in Richtung Berlin vornahm, versuchte die Armeeführung auf breiter Front westlich vorzurücken und stand am Ruppiner Kanal, nicht weit entfernt von Germendorf, Truppen wurden in Schwante und im Kremmener Forst konzentriert. Am 23. April bestand südlich des Kanals noch ein deutscher Brückenkopf (Brückenkopf Oranienburg). Bis zum 24. April zog die deutsche Wehrmacht weitere deutsche Truppenteile, hauptsächlich junge, kampfunerfahrene Soldaten, im Norden von Oranienburg zusammen. Am 25. April stieß der Brückenkopf Oranienburg vor, um den Angriff der Sowjetarmee in Richtung Berlin zu unterbinden. Trotz zahlreicher heftiger Kämpfe, die bis zum nächsten Tag dauerten, wurde der deutsche Entlastungsangriff an der Bahnlinie nördlich von Germendorf gestoppt. In den folgenden Tagen nahm die Rote Armee Oranienburg, Germendorf, Friedrichsthal und Velten ein.
Nach dem Mauerfall 1989 und der anschließenden Eingliederung der DDR in die Bundesrepublik Deutschland verzeichnete Germendorf im Zuge der Suburbanisierung einen Einwohnerzuwachs. Es zog vor allem Menschen aus Oranienburg und Berlin nach Germendorf, da hier die Grundstückspreise und Mieten günstig waren und die relative Nähe zu Berlin vorhanden ist.
Seit dem 26. Oktober 2003 ist Germendorf ein Stadtteil von Oranienburg und trägt auch dessen Postleitzahl. Dies fand im Zuge einer kommunalen Umstrukturierung statt.
Anfang der 2000er Jahre siedelten sich weitere Unternehmen in Germendorf an und schufen so hunderte neuer Arbeitsplätze. 2006 waren 197 Firmen in Germendorf registriert.

## Bevölkerungsentwicklung
| Jahr | Einwohner |
| ---- | --------- |
| 1875 | 696       |
| 1890 | 642       |
| 1910 | 791       |
| 1925 | 918       |
| 1933 | 1 064     |
| 1939 | 1 262     |
| 1946 | 1 022     |
| 1950 | 1 088     |
| 1964 | 1 029     |
| 1971 | 1 183     |

| Jahr | Einwohner |
| ---- | --------- |
| 1981 | 1 171     |
| 1985 | 1 122     |
| 1989 | 1 090     |
| 1990 | 1 066     |
| 1991 | 1 054     |
| 1992 | 1 038     |
| 1993 | 1 182     |
| 1994 | 1 313     |
| 1995 | 1 461     |
| 1996 | 1 452     |

| Jahr | Einwohner |
| ---- | --------- |
| 1997 | 1 413     |
| 1998 | 1 490     |
| 1999 | 1 548     |
| 2000 | 1 631     |
| 2001 | 1 671     |
| 2002 | 1 666     |
| 2003 | 1 719     |
| 2006 | 1 716     |
| 2008 | 1.818     |
| 2011 | 1 829     |

| Jahr | Einwohner |
| ---- | --------- |
| 2012 | 1 864     |
| 2013 | 1 844     |
| 2014 | 1 856     |
| 2017 | 1 884     |

Gebietsstand des jeweiligen Jahres; Germendorf auf der Website der Stadt Oranienburg

## Freizeit
Germendorf ist vor allem durch den Tier-, Freizeit- und Saurierpark Germendorf bekannt, der 650 Tiere aus 40 verschiedenen Arten beheimatet. Neben einigen regional beheimateten Tieren gibt es auch exotische Lebewesen zu sehen.

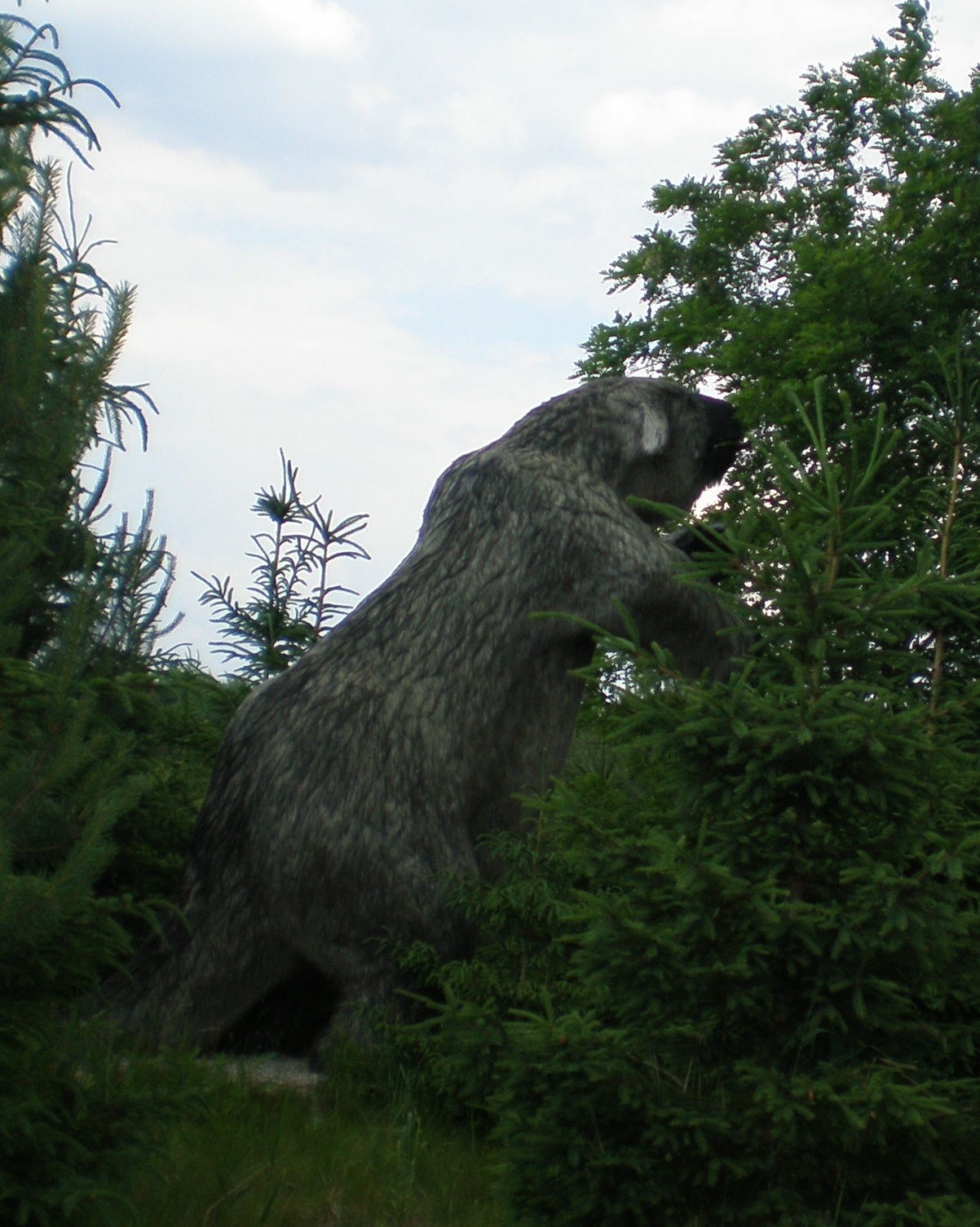
Nachbildung eines Riesenfaultiers im Wildtierpark Germendorf

Der Park schließt außerdem den Kiessee sowie das Strandhotel Germendorf mit ein. Gründer und Eigentümer des Parks ist der ehemalige Dorfvorsteher Horst Eichholz (* 1932, † 2017). Anfangs vor allem als Badeort genutzt, wurde der Park im Jahre 2000 nach einer Erweiterung und einer Umstrukturierung des ursprünglichen Areals geformt.
Der Park befindet sich mit seinen 69 Hektar im westlichen Teil des Dorfes in einer ehemaligen Kiesgrube. Für den Bau der Bundesautobahn 19 (Berlin – Rostock) wurde, unter anderem, im Germendorfer Gebiet Sand abgetragen und die Kiesgrube entstand mitten im Wald.
Unterhalten wird der Park ausschließlich durch Eintrittsgelder, Spendengelder und Eigenkapital des Eigentümers. Die Kosten für den Park mit seinen 22 Mitarbeitern belaufen sich auf etwa 500.000 Euro jährlich.
Im Jahr 2006 besuchten unter der Woche bis zu 1000 Besucher den Park, an Wochenenden bis zu 2500. Durch ständige Erweiterung und Umstrukturierungen bietet der Tierpark heute mehrere Attraktionen, wie z. B. eine Freilichtbühne, 15 Grillplätze, einen Dinosaurierpark, Schwimmbereiche, eine beheizte Indoor-Spielhalle für Kinder und einen großen Spielplatz.
Am 6. und 7. Juli 2001 fand ein Death- und Black-Metal-Festival im Tierpark Germendorf statt, das „Under the Black Sun Festival“. An zwei Tagen spielten die Bands Mütiilation, Judas Iscariot, Deströyer 666, Horna, Murder Rape, Ork and Trimonium auf einer extra für dieses Festival gebauten Bühne im westlichen Teil des Parks.
Der Auftritt der Band Mütiilation wurde aufgenommen und unter dem Titel Desecrated Jesus Name – Live in Germendorf, Germany 7/7/01 als Bootleg in Fankreisen verbreitet.
Drei Hotels und Pensionen bieten Unterkünfte in Germendorf: das bereits erwähnte Strandhotel direkt neben dem Tierpark, das Hotel Zum fröhlichen Landmann gegenüber der Dorfkirche und die Pension Märkische Heide am östlichen Ortsausgang Richtung Oranienburg.

## Bildung
In Germendorf ist eine Grundschule ansässig, die sich im Laufe der Jahre mit der Eden Grundschule, einer anderen Grundschule aus einem weiteren Stadtteil Oranienburgs, aufgrund von Schülermangel zusammenschließen musste. Derzeit besuchen 180 Schülerinnen und Schüler die Schule, in der sie von zehn Lehrerinnen und Lehrern in den Klassenstufen 1 bis 6 unterrichtet werden. Die Schule bietet weiter außerschulische Aktivitäten in Form von Arbeitsgemeinschaften an, z. B. eine Musikgruppe, eine Mathematikgruppe oder eine Sportgruppe. Das Motto der Schule lautet: „Wir sind eine gewaltfreie Schule, in der alle Kinder die Möglichkeit erhalten, sich umfangreiches Wissen anzueignen.“
Seit dem Schuljahr 2010/2011 ist die Germendorfer Grundschule als eine offene Ganztagsschule einzustufen.

## Verkehrsanbindung
Germendorf liegt an den Landstraßen 170 und 172, die den Ort mit dem Zentrum von Oranienburg nach Osten, Kremmen und Schwante im Westen sowie Velten im Süden verbinden. Gleichzeitig bindet sie den Ortsteil an die westliche Umgehungsstraße (Bundesstraße 96) um Oranienburg an. Über die vierspurige B 96 ist Germendorf und das nördliche Oberhavel direkt an den Berliner Ring angebunden. Das Stadtzentrum von Berlin erreicht man dadurch innerhalb von 35 bis 40 Minuten Fahrzeit, die Stadtgrenze Berlins nach gut 15 Minuten.

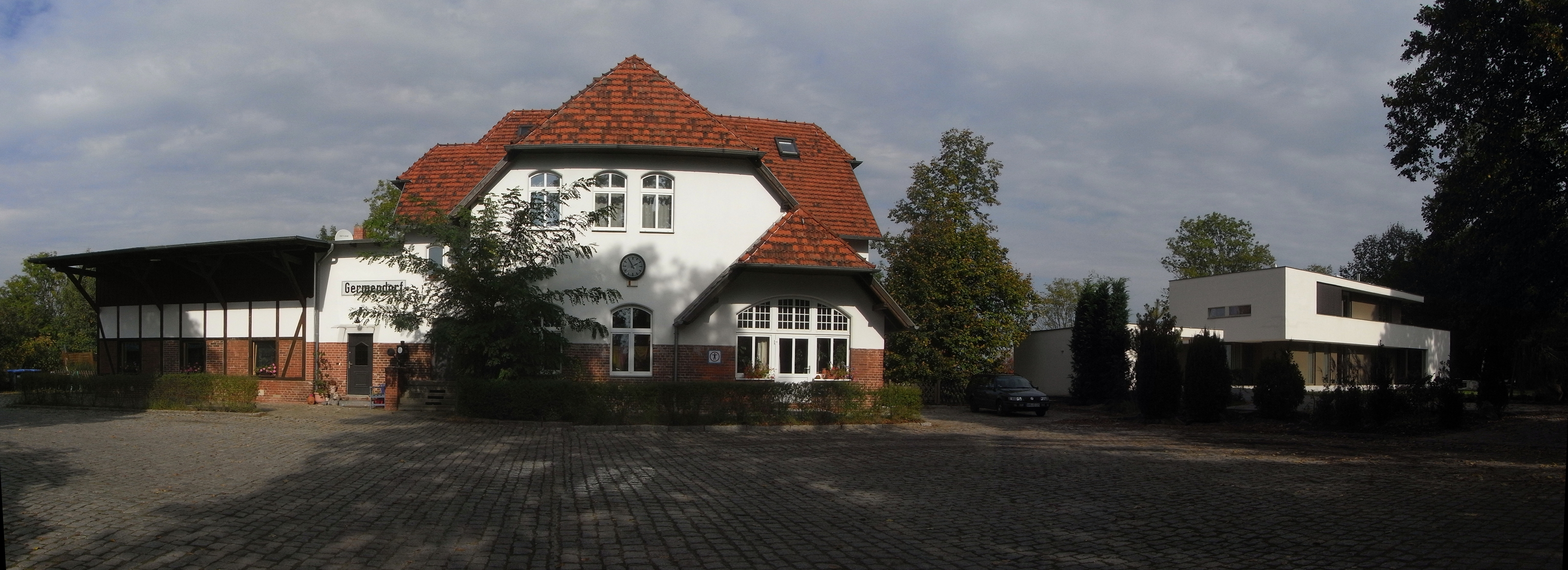
Früherer Bahnhof Germendorf mit moderner Nachbararchitektur

Das Dorf liegt außerdem an der ehemaligen Bahnstrecke Nauen – Oranienburg, die seit 1967 für den öffentlichen Personenverkehr stillgelegt ist. Der Germendorfer Bahnhof wurde wie die gesamte Strecke 1915 erbaut. Der Abzweig von der Berliner Nordbahn zur Strecke Richtung Germendorf ist in Oranienburg etwas südlich des Regional- und S-Bahnhofs zu erkennen. Die Schienen von Oranienburg nach Germendorf wurden allerdings größtenteils im Zuge des Baus der B 96 demontiert. Auch die Brücke über die B 273 am östlichen Germendorfer Dorfeingang fiel dem Bauvorhaben zum Opfer.
Seit 2006 kann der Streckenabschnitt von Germendorf in Richtung Westen nach Kremmen mit Draisinen befahren werden. Eine weitere Eisenbahnstrecke berührte Germendorf im Süden. Diese Strecke zweigte bei Oranienburg-Eden von der Strecke Oranienburg – Kremmen (Bahnstrecke Nauen – Oranienburg) ab und mündete bei Velten in die Kremmener Bahn. Sie war nur von 1951 bis 1969 in Betrieb und ist inzwischen abgebaut. An ihr lag der Haltepunkt Germendorf Süd.
Die Buslinie 824, die zwischen den Bahnhöfen Oranienburg und Hennigsdorf pendelt, unterhält zwei Busstationen in Germendorf: die Haltestelle „Germendorf Dorfstraße“ im Dorfzentrum nahe der Dorfkirche und die Haltestelle „Germendorf Am Bahndamm“ in der Nähe des Globus Baumarktes im Osten. Die Buslinie 823 verbindet Germendorf ebenfalls mit dem Bahnhof Oranienburg, verkehrt aber seit Juni 2024 über die Weiße Stadt in Oranienburg. Vorausgegangen war der Einrichtung dieser Linie ein Probebetrieb, bei dem Busse zeitweise weiterfuhren bis Kremmen. Beide Linien werden von der OVG betrieben, die auch ihren Sitz am östlichen Ende des Dorfes unterhält.

## Sport
Fußball hat eine lange Tradition in Germendorf. So wurde im Jahr 1926 ein Radfahrverein gegründet, der 1930 eine eigene Fußballmannschaft gründete. Nach dem Zweiten Weltkrieg wurde das Team, wie alle anderen auch, verboten. Erst im Jahr 1950 wurde die Mannschaft als SG Germendorf wieder ins Leben gerufen. In den 1960er Jahren spielte der Verein unter dem Namen ASG Vorwärts Germendorf. Im Jahr 1972 wurde der Verein als BSG Einheit Germendorf neu gegründet und wechselte letztmals in den 1990er Jahren den Namen in FSV Germendorf 1972.
Die Spiele des FSV Germendorf werden auf dem Germendorfer Sportplatz, nahe der Germendorfer Grundschule ausgetragen. Im Jahr 2010 gewann der FSV Germendorf die Kreisliga Oberhavel und qualifizierte sich somit für die Landesklasse West.

## Feuerwehr
In Germendorf existiert seit 1904 eine Freiwillige Feuerwehr mit Jugend- und Kinderfeuerwehr. Jetziger Ortswehrführer ist Cornel Gratz. Nachdem im Jahr 2014 das Feuerwehrhaus abgebrannt war, wurde im Oktober 2016 ein Neubau eingeweiht.

## Personen, die mit Germendorf verbunden sind
- Georg Wilhelm Wegner (Tharsander) (1692–1765), Pfarrer, Autor
- Mathias Cappel: Jäger, Hegemeister, vereitelte den Versuch, Friedrich den Großen während des Siebenjährigen Krieges an die Österreicher zu verraten
- Erich Buchholz (1891–1972), Maler, Architekt, Grafiker
- Friedrich Magirius (1930–) Theologe, Pfarrer